# Gabriela Rejala
Gabriela Rejala là một thí sinh tham gia cuộc thi sắc đẹp, người đại diện cho Paraguay tại cuộc thi Hoa hậu Thế giới 2008 được tổ chức ở Nam Phi.. Cô cũng tham gia cuộc thi Reina Hispanoamericana 2008 tại Santa Cruz, Bolivia vào ngày 30 tháng 10 năm 2008 và đoạt Á hậu 2. Sau đó, cô tham gia Hoa hậu Trái Đất 2009 tại Philippines và lọt Top 16.